# Clapet à anches

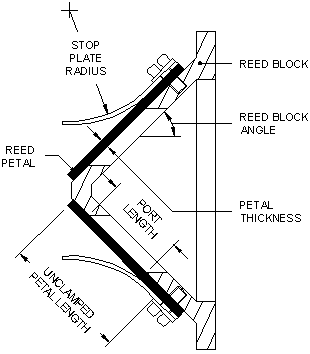
Coupe d'un clapet Mota-10.

Le clapet à anches ou clapet lamellaire est un type de clapet élastique qui canalise l'écoulement des fluides en un jet unique. L'ouverture et la fermeture sont dictées par la différence de pression entre les deux faces. Les versions actuelles consistent souvent en une lamelle flexible de métal ou une bavette en matériau composite (fibre de verre ou de carbone).
On utilise parfois un clapet lamellaire dans certains compresseurs alternatifs, ainsi que pour les soufflets d'instruments de musique.

## Choix et conception
Le choix d'un clapet souple dépend du gradient de pression et du débit  massique que l'on souhaite assurer. Le gradient de pression détermine l'ouverture du clapet ; l'ouverture et la géométrie d'ajutage permettent (en intégrant un coefficient de perte de charge) de calculer le débit massique. Pour les applications à grande vitesse (compresseurs et moteurs) il faut aussi prendre en compte la réponse dynamique. Une approche simple  consiste à estimer la première fréquence propre et à la comparer à la fréquence d'excitation, mais on se tourne généralement vers des simulations où, au lieu d'un modèle intégré fluide-structure, on découple fréquemment la déformation des lamelles de l'écoulement gazeux : le clapet élastique est modélisé par blocs fonctionnels ou par éléments finis, et le débit fluide est calculé en introduisant des coefficients de perte de charge déterminés sur maquette pour différentes ouvertures du clapet, ou par modélisation séparée de l'écoulement.

## Applications

### Un élément traditionnel des pompes
De par leur fonctionnement analogique, les clapets souples, autrefois en cuir ou en laiton, sont le plus ancien type de bouchure pour les liquides et gaz. Ils sont utilisés depuis des milliers d'années dans les pompes et depuis des siècles dans les soufflets de forges et certains instruments de musique tels les orgues et accordéons. En biologie, les ventricules cardiaques ont un fonctionnement similaire.

### Dans les moteurs à deux temps

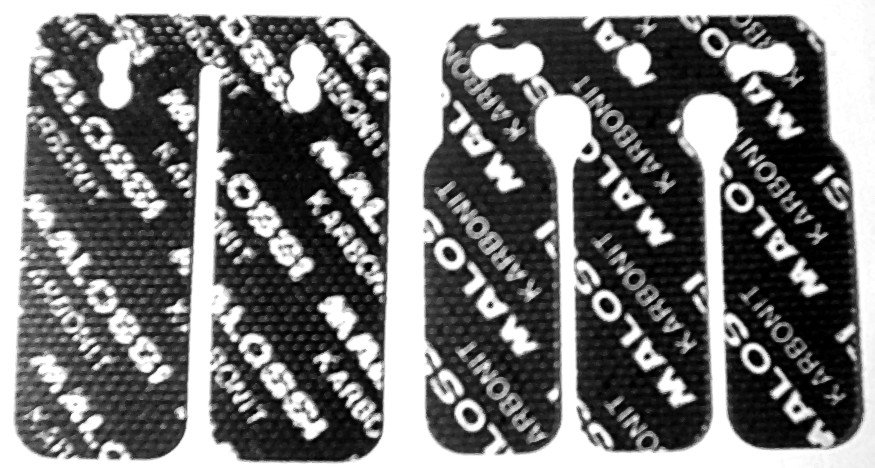
Deux types de lamelles à clapet en fibre de carbone (marque Malossi).

Depuis le début des années 70, les constructeurs utilisent couramment des clapets lamellaires dans les moteurs à deux temps pour la gestion automatique de l'admission de la charge fraîche, cela pour leur simplicité, leur faible coût, la réduction de la consommation de carburant et l'étalement de la plage de puissance du moteur.
À mesure que le piston s'éloigne de son point mort bas, il crée une dépression dans le carter-pompe qui provoque l'ouverture du ou des clapets permettant à la charge fraîche carburant-comburant d'être admise. Le piston ayant passé le point mort haut, son avancée vers le point mort bas fait augmenter la pression dans le carter-pompe engendrant ainsi la fermeture des clapets et la distribution de la charge fraîche vers la chambre de combustion via les transferts.
Les matériaux composites permettent le choix de la souplesse des lamelles influant ainsi le caractère du moteur. Les chocs répétés avec la lanterne affectent cependant tous les clapets de cette nature; les lamelles étant aussi sujettes à la fatigue du matériau. Les clapets lamellaires présentent également une certaine inertie qui les rend moins précis que l'admission par distributeur rotatif ou  par jupe de piston.

### Moteurs à piston rotatif type Wankel
Un constructeur japonais, Yanmar Diesel, a été pionnier dans l'utilisation des clapets lamellaires pour le contrôle du débit d'admission de ses moteurs Wankel : il a, par ce moyen, augmenté le couple moteur et amélioré le rendement à faible régime ou en charge partielle. Toyota, ayant constaté l'intérêt d'injecter de l'air frais dans le pot d'échappement des moteurs Wankel, eut aussi recours à des clapets lamellaires pour des prototypes à charge stratifiée, sans toutefois le systématiser pour la production de série de ses moteurs à piston rotatif Wankel. Selon David W. Garside, responsable de la série Norton de motos à Wankel, les résultats obtenus par d'autres fabricants de RCE montraient que les clapets lamellaires, s'ils améliorent effectivement le rendement à bas régime et en charge, limitent le couple à haut régime, inconvénient sérieux pour les motos.

### Dans les moteurs à réaction
On a également eu recours aux clapets lamellaires dans les pulsoréacteurs, gourmands en carburant mais faciles à fabriquer, tels le moteur Argus As 014 du missile V-1 allemand. Les clapets, à l'avant du moteur cylindrique, s'ouvrent par dépression dans la chambre de combustion à la mise en résonance de la colonne d'air du moteur ; le carburant gicle à l'intérieur de la chambre de combustion et s'enflamme sous l’effet de la chaleur des gaz brûlés au cycle précédent. Une fois que les gaz se détendent et sont éjectés du réacteur, il se produit de nouveau une dépression interne et le clapet lamellaire laisse rentrer l'air, amorçant un nouveau cycle moteur. La surpression dynamique liée à la traînée participe partiellement à l'échappement des gaz et au renouvellement de l'air dans la chambre de combustion, et améliore le rendement du moteur aux vitesses élevées.

## Voir également
- interrupteur à lames souples